# Paweł Juriewicz

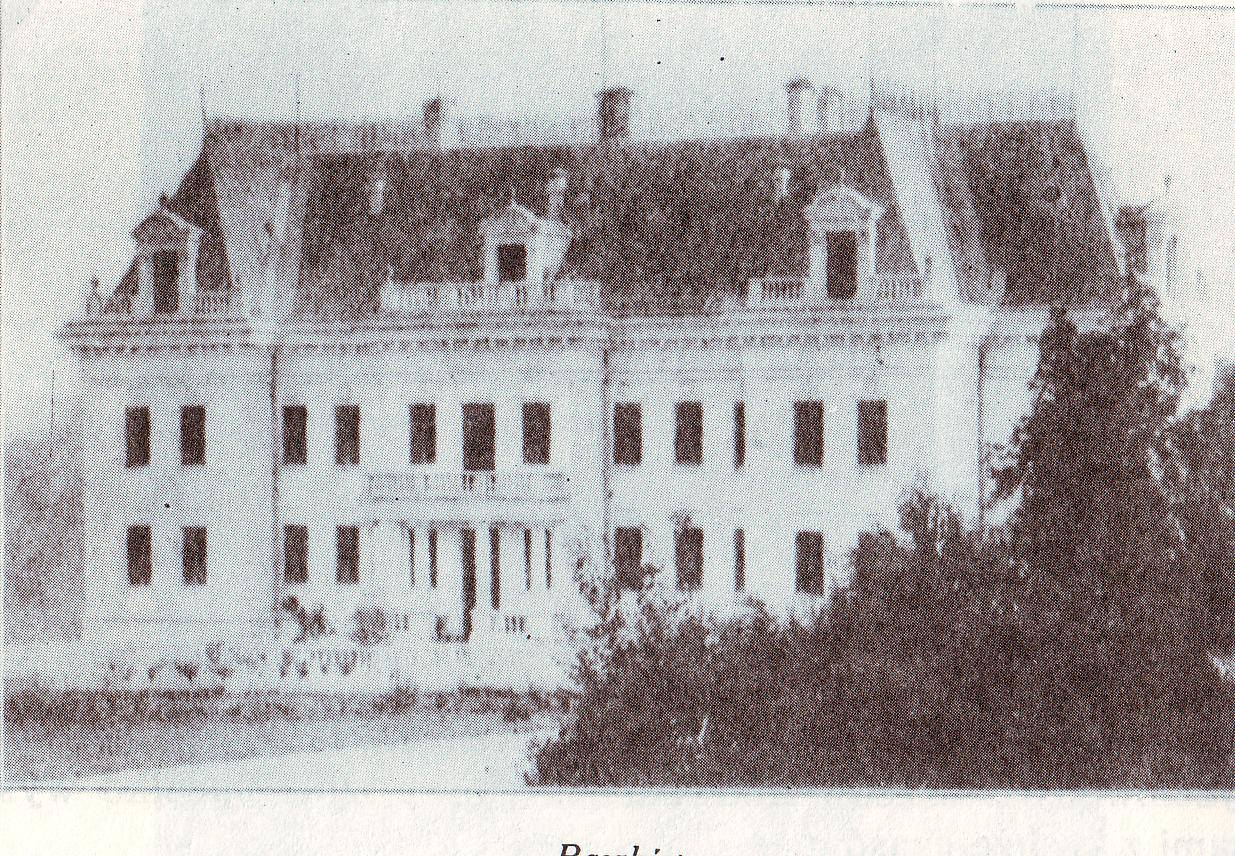
Pałac Juriewicza w Raszkowie (niezachowany)

Paweł Juriewicz (Jurjewicz) (ur. 6 czerwca 1875 w Odessie, zm. po 1934) – dyplomata II Rzeczypospolitej.

## Życiorys
Urodził się w rodzinie ziemiańskiej jako syn Stanisława i Wieńczysławy z Barczewskich. Kształcił się we Francji, następnie zarządzał rodzinnym majątkiem ziemskim w Raszkowie, gdzie zbudował pałac w stylu neorenesansu francuskiego. W czasie I wojny światowej działał w Szwajcarii w Komitecie Pomocy Ofiarom Wojny w Polsce w Vevey.
W służbie dyplomatycznej II Rzeczypospolitej od 6 czerwca 1919,  początkowo w sekretariacie osobistym ministra spraw zagranicznych,  od 1 października 1920  jako pomocnik naczelnika Wydziału Zachodniego MSZ. 8 listopada 1920 został przydzielony jako radca legacyjny I klasy do poselstwa RP w Bukareszcie.  Od 16 grudnia 1922  kierował placówką  jako chargé d’affaires ad interim, a od 2 maja 1923 poseł nadzwyczajny i minister pełnomocny RP w Królestwie Rumunii. 1  grudnia 1923 odwołany do centrali  Ministerstwa Spraw Zagranicznych,  1 kwietnia 1924 zwolniony ze służby państwowej w ramach redukcji aparatu MSZ.
15 października 1924 został reaktywowany i przydzielony jako radca legacyjny I klasy do poselstwa RP w Londynie. 25 lutego 1926 mianowany na posła RP w Grecji.  Misję pełnił do 1 lipca 1934, kiedy to został odwołany do centrali MSZ i przeniesiony w stan nieczynny. 31 grudnia 1934 przeszedł w stan spoczynku wobec osiągnięcia wieku emerytalnego.
Dalsze losy nieznane.

### Rodzina
Od 1901 w związku małżeńskim z ks. Elżbietą Woroniecką. Syn Jan Juriewicz (1915–1999).

## Ordery i odznaczenia
- Krzyż Komandorski Orderu Odrodzenia Polski (8 listopada 1930)[1]
- Krzyż Komandorski z Gwiazdą Orderu Korony Rumunii[2] (1931)[3]
- Krzyż Wielki Orderu Korony Rumunii[2]